# Statut
Statut u pravu označava vrstu pravnog akta, a može imati različita značenja. Javlja se već u najranijim vremenima. U srednjovijekovnom pravu označuje glavni izvor koji uređuje sve tadašnje pravnorelevantne društvene odnose, a koji nisu bili regulirani običajnim pravom (npr. statuti komuna). U anglosaksonskom pravnom sustavu ima posebno značenje. 
Statut označava i zbirku pravila i propisa o uređenju neke organizacije ili društva (npr. statut političke stranke, udruge, trgovačkog društva, i sl.). U međunarodnom pravu, statut može označavati akt koji sadrži pravne norme kojima su uređeni odnosi neke međunarodne organizacije.
U Republici Hrvatskoj, statut označava i pravni akt jedinica lokalne i područne (regionalne) samouprave. Statutom se podrobnije uređuje samoupravni djelokrug jedinice, njena obilježja, javna priznanja, ustrojstvo, ovlasti i način rada tijela, način obavljanja poslova, oblici konzultiranja građana, provođenje referenduma u pitanjima iz djelokruga, mjesna samouprava, ustrojstvo i rad javnih službi, oblici suradnje jedinica lokalne i područne (regionalne) samouprave te druga pitanja od važnosti za ostvarivanje prava i obveza.
Posebno značenje ima statut u međunarodnom privatnom pravu, gdje isti označuje mjerodavni pravni poredak za određenu kategoriju vezivanja (npr. osobni statut je pravno mjerodavno za osobne odnose, nasljedni statut je pravo mjerodavno za nasljednopravne odnose, ugovorni statut je pravo mjerodavno za ugovorne odnose, itd.)